# Bischöfliche Aktion Adveniat
Die Bischöfliche Aktion Adveniat (von lat. Adveniat regnum tuum „Dein Reich komme“ aus dem Vaterunser) ist das Lateinamerika-Hilfswerk der katholischen Kirche in Deutschland.
Basierend auf den Prinzipien „Option für die Armen“ und „Hilfe zur Selbsthilfe“ unterstützt das 1961 gegründete Hilfswerk jährlich über 1.000 Projekte (2024) in Mittel- und Südamerika sowie der Karibik. Die jährliche bundesweite Aktion in der Advents- und Weihnachtszeit zielt darauf ab, den römisch-katholischen Pfarrgemeinden und der deutschen Zivilgesellschaft die Lebensrealität der Menschen in Lateinamerika und der Karibik näherzubringen, die unter Armut und sozialer Ungleichheit leiden.

## Geschichte

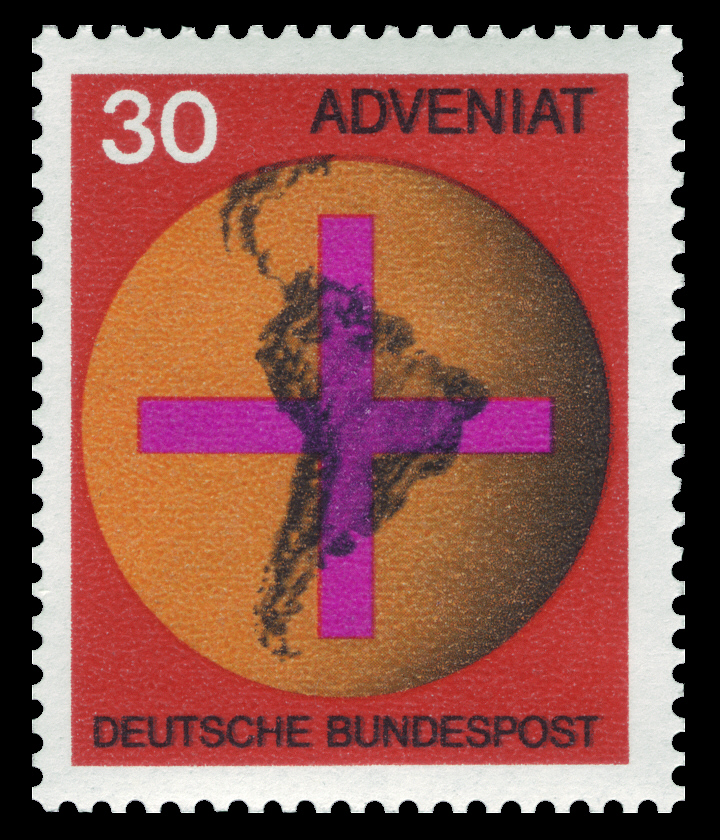
Sonderbriefmarke der Deutschen Bundespost 1967

1961 beschloss die Deutsche Bischofskonferenz eine besondere Weihnachtskollekte „für die seelsorglichen Bedürfnisse in Lateinamerika“ durchzuführen. Die Spendenbereitschaft und die vielen Hilfegesuche aus Lateinamerika veranlassten die Deutsche Bischofskonferenz in den folgenden Jahren erneut zu einer Weihnachtskollekte aufzurufen. 1969 beschlossen die deutschen Bischöfe, die Kollekte für Lateinamerika und die Karibik zu einer jährlich wiederkehrenden Aktion der katholischen Kirche in der Bundesrepublik zu machen, zur Bischöflichen Aktion Adveniat.
Mit jährlich mehr als 1.000 Projekten in einem Gesamtvolumen von 33,8 Millionen Euro ist das Lateinamerika-Hilfswerk Adveniat eine der europaweit größten Hilfsaktionen für Lateinamerika und die Karibik. Adveniat versteht sich dabei als Brücke zwischen den Menschen in Lateinamerika und den Menschen in Deutschland.
Die Organisation fördert Hilfe zur Selbsthilfe. Adveniat und seine Partnerorganisationen vor Ort helfen oft dort, wo sonst keine Hilfe ankommt und der Staat seine Verantwortung nicht wahrnimmt. Die geförderten Projekte ziehen sich in vielfachen Verzweigungen über den gesamten lateinamerikanischen Kontinent bis in entlegene Gebiete.
Rechts- und Vermögensträger ist die Bischöfliche Aktion Adveniat e. V. in Essen. In der Geschäftsstelle in Essen arbeiten rund 83 Mitarbeitende (2024) aus 14 verschiedenen Nationen und unterschiedlichen Glaubensrichtungen.

## Arbeitsschwerpunkte

### Projektarbeit
Im Mittelpunkt der Arbeit des Lateinamerika-Hilfswerkes Adveniat steht die Förderung von Projekten in den Ländern Lateinamerikas und der Karibik. Ein Fokus liegt dabei auf Krisenregionen, die oft keine andere Unterstützung erhalten. Ein besonderes Augenmerk liegt auf der Unterstützung von Jugendlichen, Frauen, kranken und indigenen Menschen.
Im Haushaltsjahr 2023/2024 bewilligte das Hilfswerk 33,8 Millionen Euro für über 1.000 Projekte. Die bewilligten Projekte verteilen sich auf folgende Hilfebereiche:

#### Ganzheitliche Entwicklung
In sozial benachteiligten Regionen Süd- und Mittelamerikas sowie der Karibik ist Bildung ein wichtiger Weg aus Armut und Gewalt. Integrale Ansätze, die auf verschiedenen Ebenen wirken, tragen wesentlich dazu bei, soziale Ungleichheit zu überwinden und insbesondere jungen Menschen Zukunftsperspektiven zu eröffnen. Deswegen unterstützt Adveniat unter dem Aspekt der Indigene Völker unterschiedlichste Bildungs- und Jugendprogramme in Form von Stipendien und Ausbildungshilfen, der Aus- und Weiterbildung von Lehrerinnen und Lehrern, Priestern und Laien sowie die Jugendarbeit.

#### Gemeinde und Kirche
Kirche und Gemeindearbeit in Lateinamerika sind häufig das einzige Netz, das Menschen in Armut auffängt. Insbesondere dort, wo nach der Einschätzung von Adveniat der Staat seiner Verantwortung nicht nachkommt, leisten die Kirchen wichtige Arbeit an der Basis, direkt bei den Menschen, und genießen Vertrauen in der Bevölkerung. Mit den geförderten Maßnahmen wird kirchliches Leben gestärkt, und Menschen werden darin unterstützt, ihren Glauben zu leben und Gemeinschaft zu erfahren. Beispielsweise fördert Adveniat Katechesekurse, die laufende Arbeit von Kirchen- und Basisgemeinden, kirchliche Rundfunk- und Fernsehdienste und Überbrückungshilfen für Diözesen.

#### Soziales und Gesundheit
Unterernährung, fehlende Medikamente und Impfungen, kein Zugang zu sauberem Trinkwasser und Hygieneartikeln sind für viele Menschen bestimmende Faktoren für ihre Gesundheit. Gerade in entlegenen Gebieten ist die Gesundheitsversorgung oft schwierig. Deswegen unterstützt Adveniat vor Ort beispielsweise die Einrichtung von Gesundheitsstationen und sozialen Einrichtungen. Neben direkter medizinischer Versorgung stehen die Adveniat–Partnerorganisationen Bedürftigen in Form von sozialpastoraler Begleitung bei.

#### Frieden, Menschenrechte und Umwelt
In Würde leben können Menschen nur, wenn ihre Rechte geschützt und die Schöpfung bewahrt wird. In Kolumbien unterstützt Adveniat daher zum Beispiel den Friedensprozess in Kolumbien und im Amazonasgebiet das kirchliche Netzwerk Repam. Es steht betroffenen Gemeinden vor Ort zur Seite und fördert Initiativen zum Schutz der Lebensräume und zur Bewusstseinsbildung. Indigene Völker und traditionelle Gemeinschaften sollen nicht nur gehört werden und mitbestimmen, sondern ihre Zukunft selbst gestalten. So werden Programme für die Stärkung der Menschenrechte, anwaltlichen Beistand, den Schutz der Umwelt und eine nachhaltige Entwicklung wie Aufforstungsprogramme oder die Anschaffung von Solaranlagen finanziert.

#### Nothilfe
Umweltkatastrophen wie Überschwemmungen, Dürren, Erdbeben und Stürme rauben vielen Menschen in Lateinamerika die Lebensgrundlage. Mit Projekten im Bereich der Nothilfe hilft Adveniat, ihr Überleben zu sichern, indem zum Beispiel Lebensmittel, Kleidung oder Medikamente über die Adveniat–Partnerorganisationen zur Verfügung gestellt werden. So kann die Existenz betroffener Familien gesichert werden.
Außerdem trägt das Lateinamerika-Hilfswerk Adveniat mit seiner ganzheitlichen Projektarbeit zur Erreichung der 17 Nachhaltigkeitsziele der Agenda 2030 bei und setzt sich dafür ein, dass nachhaltige Entwicklung im Sinne der Menschen, Umwelt und des nachhaltigen Wirtschaftens möglich wird.

### Öffentlichkeitsarbeit
Zentraler Bestandteil der Öffentlichkeitsarbeit von Adveniat in Deutschland ist in allen Bereichen von Kirche und Gesellschaft, auf das pastorale Handeln der Kirche und die Situation der Menschen in Lateinamerika und der Karibik aufmerksam zu machen und über Ursachen und Hintergründe von Hunger, Armut und Gewalt zu informieren. Gleichzeitig verwirklicht Adveniat Maßnahmen zur Spendergewinnung und -bindung.
Außerdem trägt das Lateinamerika-Hilfswerk Adveniat dazu bei, in Deutschland das Verantwortungsbewusstsein gegenüber den Menschen in Lateinamerika zu stärken. Zudem soll den Menschen in Deutschland der kulturelle und spirituelle Reichtum Lateinamerikas zugänglich gemacht werden und damit zum solidarischen Handeln aufgerufen werden.
Adveniat glaubt an die unveräußerliche Würde jedes Menschen als Ebenbild Gottes und stellt deshalb insbesondere die armen und leidenden Menschen in den Mittelpunkt des Handelns. Alle Menschen sind in geschwisterlicher Solidarität und Nächstenliebe verbunden und tragen gemeinsam Verantwortung für die Eine Welt.

## Adveniat-Weihnachtsaktion
Jedes Jahr setzt Adveniat durch seine Jahresaktion ein Zeichen und nimmt drängende Themen und Ungerechtigkeiten für die Menschen in Lateinamerika in den Blick.
Unter dem Begriff Adveniat-Weihnachtsaktion versteht man eine Reihe von Veranstaltungen, die das Lateinamerika-Hilfswerk Adveniat in der Adventszeit in Zusammenarbeit mit zahlreichen Bistümern Deutschlands organisiert, um auf die Nöte in Lateinamerika und die Arbeit des Hilfswerkes hinzuweisen und für Spenden zu werben. Die Jahresaktionen des Hilfswerks setzen einen Themenschwerpunkt für die Adventszeit fest. Mit Veranstaltungen, Vorträgen, Ausstellungen und Gottesdiensten soll auf die besondere Problematik hingewiesen werden. Neben Schwerpunkten, die sich auf einzelne Länder in Lateinamerika beziehen, werden aber auch übergreifende Themen wie zum Beispiel Gerechtigkeit oder auch Armut aufgegriffen.
Den Höhepunkt der alljährlichen Weihnachtsaktion bildet die traditionelle Weihnachtskollekte, die an Heiligabend und am ersten Weihnachtstag in allen katholischen Kirchen Deutschlands stattfindet – diese ist für Adveniat und die Hilfe für die Menschen in Lateinamerika und der Karibik bestimmt.
| Aktions-Jahr | Thema                                        |
| ------------ | -------------------------------------------- |
| 2014         | Ich will Zukunft!                            |
| 2015         | Frieden jetzt! Gerechtigkeit schafft Zukunft |
| 2016         | Schützt unser gemeinsames Haus               |
| 2017         | Faire Arbeit. Würde. Helfen.                 |
| 2018         | Chancen geben. Jugend will Verantwortung     |
| 2019         | Friede! Mit Dir!                             |
| 2020         | Überleben auf dem Land                       |
| 2021         | ÜberLeben in der Stadt                       |
| 2022         | Gesundsein Fördern                           |
| 2023         | Flucht trennt. Hilfe verbindet.              |
| 2024         | Glaubt an uns – bis wir es tun!              |
| 2025         | Rettet unsere Welt – Zukunft Amazonas        |

## Organisation

### Struktur
Ursprünglich war das Bistum Essen der Rechtsträger der Aktion. Zum Jahr 2014 ging die Trägerschaft auf einen staatlich und kirchlich anerkannten Verein über. Die Mitglieder der von der Deutschen Bischofskonferenz jeweils für fünf Jahre gewählten Unterkommission für Lateinamerika (insbesondere Adveniat) sind geborene Vereinsmitglieder, faktisch die einzigen Mitglieder des Vereins.
Vorsitzender der so genannten Bischöflichen Kommission Adveniat ist seit 2010 Franz-Josef Overbeck, Bischof von Essen.
Für den laufenden Verwaltungsbetrieb ist die Geschäftsstelle in Essen mit über 87 Mitarbeiterinnen und Mitarbeitern aus aller Welt zuständig. Neben dem Vorsitzenden ist der (Haupt-)Geschäftsführer, seit 2014 als Vorsitzender des tragenden Vereins, „das Gesicht“ der Aktion.
Seit Juni 2021 ist Pater Martin Maier SJ (Haupt-)Geschäftsführer der Bischöflichen Aktion Adveniat e. V.

### Finanzierung und Transparenz
Das Lateinamerika-Hilfswerk Adveniat finanziert sich zu 95 Prozent aus Spenden. Seit 1992 wird die Verwendung der Adveniat-Spenden jährlich durch das Deutsche Zentralinstitut für soziale Fragen (DZI) geprüft und mit dem DZI-Spendensiegel ausgezeichnet. Dieses belegt, dass das Adveniat mit den anvertrauten Geldern sorgfältig und verantwortungsbewusst umgeht.
Das Lateinamerika-Hilfswerk ist außerdem Unterstützer der Initiative Transparente Zivilgesellschaft. Damit verpflichtet sich Adveniat, offenzulegen, welche Ziele es verfolgt, woher die Mittel stammen, wie sie verwendet werden und wer darüber entscheidet.
Außerdem steht vonseiten Adveniats eine Ombudsperson zur Verfügung, um bei der Vermeidung und Bekämpfung von Korruption zu unterstützen. Zudem sorgen die Jahresberichte und die Internetseite des Lateinamerika-Hilfswerkes Adveniat für Transparenz. Weitere Informationen im Adveniat-Jahresbericht.

### Koordinationsstelle Fidei Donum
Bei Adveniat ist seit 1971 die Koordinationsstelle Fidei Donum angesiedelt, die Priester begleitet, die von ihren deutschen Heimatbistümern für Einsätze in verschiedenen Ländern Lateinamerikas freigestellt werden. Geleitet wird die Stelle in der Regel vom Hauptgeschäftsführer von Adveniat.
Bei Untersuchungen seit Ende des Jahres 2021 stellte sich heraus, dass im Rahmen dieses Austauschprogramms wegen Missbrauchs beschuldigten Priestern geholfen worden war, sich den deutschen Strafbehörden zu entziehen. Adveniat-Hauptgeschäftsführer Emil Stehle, der 1957 als Priester in Kolumbien und Panama tätig war und ab 1983 neben seinen Leitungsaufgaben für Adveniat und die Koordinationsstelle das Amt eines Weihbischofs im Erzbistum Quito (Ecuador) bekleidete, wird nach einer am 8. August 2022 von der Deutschen Bischofskonferenz und Adveniat veröffentlichten unabhängigen Untersuchung der Akten der Auslandspriester-Koordinationsstelle vorgeworfen, er habe durch Namenscodierungen, Tarnadressen und Unterhaltshilfen dafür gesorgt, dass deutsche Missbrauchspriester verdeckt in Lateinamerika bleiben konnten. Auch nach der Zeit von Stehle als Leiter der Fidei-Donum-Koordinationsstelle wurden Fälle von beschuldigten Priestern in den Akten gefunden. Zwischen den beteiligten Stellen und Bistümern habe es fehlende Standards für die Kommunikation gegeben, so dass Täter teilweise über Jahrzehnte unbehelligt wirken konnten. Aktive Vertuschungen durch die Koordinationsstelle ließen sich allerdings aus den Akten nicht ableiten.
Der heutige Adveniat-Hauptgeschäftsführer und Leiter der Fidei-Donum-Koordinationsstelle, Pater Martin Maier, begrüßte die Untersuchungsergebnisse, und er bat die Opfer sexualisierter Gewalt und des Machtmissbrauchs um Entschuldigung. Er erklärte am 8. August 2022: „Adveniat vertritt die Position einer absoluten Null-Toleranz gegenüber dem Verbrechen sexuellen Missbrauchs und stellt sich – auch mit dieser schonungslosen Untersuchung – an die Seite der Betroffenen in Deutschland und in Lateinamerika.“

### Netzwerk
Red Eclesial Panamazónica (Repam): Adveniat setzt sich als Teil des kirchlichen Amazonas-Netzwerks Repam besonders für den Schutz und für die Zukunft der bedrohten Völker und Schöpfung ein. Mit rund drei Millionen Euro fördert das Lateinamerika-Hilfswerk jährlich rund 100 Projekte im Amazonasgebiet.

## Publikationen
Regelmäßig informiert das Lateinamerika-Hilfswerk Adveniat über seine Arbeit, unter anderem durch folgende Publikationen, die Einblicke in unsere Hilfsprojekte vor Ort sowie aktuelle Ereignisse bieten:
- Jahresbericht
- Adveniat-Newsletter
- Pressemeldungen und Aktuelles aus Lateinamerika
- Adveniat-Material zur jährlichen Weihnachtsaktion: Adveniat stellt vielfältige Materialien zur Vorbereitung von Gottesdiensten, der Weihnachtskollekte und der Öffentlichkeitsarbeit auf seiner Website zur Verfügung. Für Kirchengemeinden, Schulen und Familien gibt es dort beispielsweise Gebetszettel, spirituelle Impulse, Krippenaufsteller, Spendentüten und Plakate zum kostenlosen Download.
- Projekte
- Adveniat-MediaPortal: Hier können kostenfrei Reportagen, Bilder zur Kampagne, Bilder aus vielen Ländern Lateinamerikas und Porträts der Adveniat-Verantwortlichen bestellt werden.